# Buck Henry
Buck Henry, pseudonimo di Henry Zuckerman (New York, 9 dicembre 1930 – Los Angeles, 8 gennaio 2020), è stato un attore, sceneggiatore, regista e comico statunitense.

## Biografia
Figlio dell'attrice Ruth Taylor e dell'agente di Borsa Fred Zuckerman, unitamente a Warren Beatty diresse nel 1978 Il paradiso può attendere, mentre nel 1980 fu il regista del film Il grugnito dell'aquila (anno in cui fu anche interprete del film Una notte d'estate (Gloria) diretto da John Cassavetes). Fu per due volte candidato al Premio Oscar. È morto a Los Angeles l'8 gennaio 2020 all'età di 89 anni.

## Filmografia parziale

### Attore

#### Cinema
- Il laureato (The Graduate), regia di Mike Nichols (1967)
- Comma 22 (Catch-22), regia di Mike Nichols (1970)
- Taking Off, regia di Miloš Forman (1971)
- L'uomo che cadde sulla Terra (The Man Who Fell to Earth), regia di Nicolas Roeg (1976)
- Il paradiso può attendere (Heaven Can Wait), regia di Warren Beatty e Buck Henry (1978)
- Old Boyfriends - Il compagno di scuola (Old Boyfriends), regia di Joan Tewkesbury (1979)
- Gloria - Una notte d'estate (Gloria), regia di John Cassavetes (1980)
- Zia Giulia e la telenovela (Tune in Tomorrow...), regia di Jon Amiel (1990)
- Prossima fermata: paradiso (Defending Your Life), regia di Albert Brooks (1991)
- America oggi (Short Cuts), regia di Robert Altman (1993)
- Cowgirl - Il nuovo sesso (Even Cowgirls Get the Blues), regia di Gus Van Sant (1993)
- Due irresistibili brontoloni (Grumpy Old Men), regia di Donald Petrie (1993)
- Bionda naturale (The Real Blonde), regia di Tom DiCillo (1997)
- Amori e ripicche (Curtain Call), regia di Peter Yates (1998)
- La colazione dei campioni (Breakfast of Champions), regia di Alan Rudolph (1999)
- Famous - Lisa Picard Is Famous (Famous), regia di Griffin Dunne (2000) - Cameo
- Amori in città... e tradimenti in campagna (Town & Country), regia di Peter Chelsom (2001)
- Last Shot (The Last Shot), regia di Jeff Nathanson (2004)

#### Televisione
- Will & Grace - serie TV (2005)
- Hot in Cleveland - serie TV (2012)

### Sceneggiatore
- Il laureato (The Graduate), regia di Mike Nichols (1967)
- Candy e il suo pazzo mondo (Candy), regia di Christian Marquand (1968)
- Comma 22 (Catch-22), regia di Mike Nichols (1970)
- Il giorno del delfino (The Day of the Dolphin), regia di Mike Nichols (1973)
- The Nude Bomb, regia di Clive Donner (1980)
- Da morire (To Die For), regia di Gus Van Sant (1995)
- Amori in città... e tradimenti in campagna (Town & Country), regia di Peter Chelsom (2001)

### Soggetto
- Agente Smart - Casino totale (Get Smart), regia di Peter Segal (2008)

### Regista
- Il paradiso può attendere (Heaven Can Wait), co-regia con Warren Beatty (1978)
- Il grugnito dell'aquila (1980)

## Doppiatori italiani
Nelle versioni in italiano delle opere in cui ha recitato, Buck Henry è stato doppiato da:
- Gianfranco Bellini in Il paradiso può attendere, Zia Giulia e la telenovela
- Carlo Reali in Bionda naturale, Amori in città... e tradimenti in campagna
- Sergio Tedesco in Il laureato
- Giorgio Piazza in L'uomo che cadde sulla Terra
- Roberto Rizzi in Una notte d'estate (Gloria)
- Gil Baroni in Prossima fermata: paradiso
- Sandro Pellegrini in Cowgirl - Il nuovo sesso
- Ambrogio Colombo in Due irresistibili brontoloni
- Vittorio Congia in Amori e ripicche
- Gianni Bonagura in La colazione dei campioni
- Giorgio Lopez in Law & Order - Unità vittime speciali
- Cesare Barbetti in Last Shot
- Michele Kalamera in Hot in Cleveland